# Station Kłodzko Zagórze
Station Kłodzko Zagórze is een spoorwegstation in de Poolse plaats Kłodzko.